# Hans Coopman
Hans Coopman, född 1663, död 1748, var en svensk affärsman och rådman i Göteborg. 

## Biografi
Hans Coopman var son till Peter Coopman och Maria Jürgensson och var gift med Anna Magdalen Lauterbach (död 1739), dotter till Jacob Lauterbach och Anna von Berck. En sonson med samma namn (1726–1799) var superkargör på flera av Ostindiska Compagniets expeditioner till Kanton och från 1791 en av dess direktörer.
Hans Coopman var under många år föreståndare för Christinæ kyrka i Göteborg. Han ägde en fastighet vid Kyrkogatan-Östra Hamngatan i Göteborg samt var ägare till hemmanet Gunnebo i Fässbergs socken.

### Affärsverksamhet
Coopman fick burskap som handlande i Göteborg den 9 november 1696 och fick tillsammans med David Amija privilegium på klädesmanufaktur den 12 juli 1704. Amija dog två år senare. 1708 fick Hans Coopman med tre söner privilegium på klädestillverkning i företaget Hans Coopman & Söners klädesmakeri. Firman levererade kläde till den svenska armén. År 1739 tillverkade Coopman 8 procent av krigskollegiets hela behov av armékläde. 1742 uppgick företagets tillverkningsvärde till 68 383 riksdaler silvermynt och året därefter redovisades 243 arbetare på fabriken.
Vid beskattningen 1715 var Coopman den femtonde i raden bland de förmögnaste göteborgarna.